# Sarah Kirsch
Sarah Kirsch nata Ingrid Bernstein (Nordhausen, 16 aprile 1935 – Heide, 5 maggio 2013) è stata una poetessa tedesca vincitrice con Konrad Wolf, Christa Wolf e Manfred Krug della Erich-Weinert-Medaille nel 1965, con Ernst Meister del Petrarca-Preis nel 1976, del Premio di Stato austriaco per la letteratura europea nel 1980, del Premio Roswitha nel 1983, del Premio letterario Konrad-Adenauer-Stiftung nel 1993 e del Premio Georg Büchner nel 1996.

## Biografia
Nasce al tempo del Nazismo da un accanito sostenitore della politica hitleriana, che sin da giovane non condivide: per contrastare l'antisemitismo del padre cambia il suo nome in Sarah. Studia biologia presso la Martin-Luther-Universität Halle-Wittenberg tra Halle e Wittenberg e poi letteratura presso l'Istituto Johannes R. Becher di Lipsia.
Nel 1965 sposa lo scrittore Rainer Kirsch di Döbeln. Protesta attivamente contro l'espulsione del poeta dissidente Wolf Biermann dalla Germania orientale nel 1976; successivamente lei stessa deve lasciare il Paese.

## Opere
Pubblicate in Italia
- Calore di neve, a cura di Maria Teresa Mandalari, Fondazione Marino Piazzolla, 1991
- Fulmine a ciel sereno (racconto, Blitz aus heiterm Himmel), traduzione di Laura Fontana e Umberto Gandini, in Fulmine a ciel sereno. Tre racconti di una mutazione di sesso, La Tartaruga, 1981